# Hongkong Post

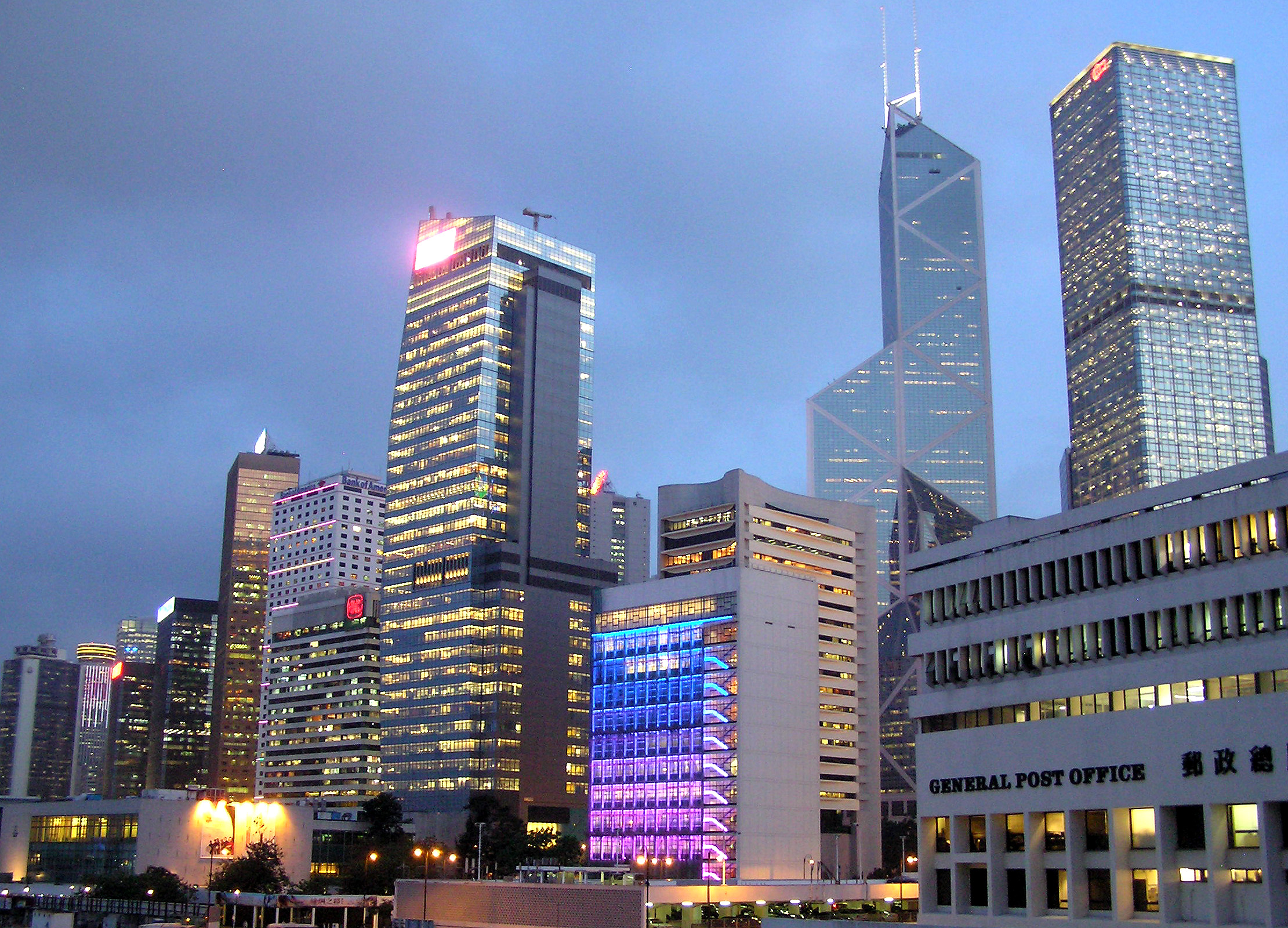
Штаб-квартира Hongkong Post

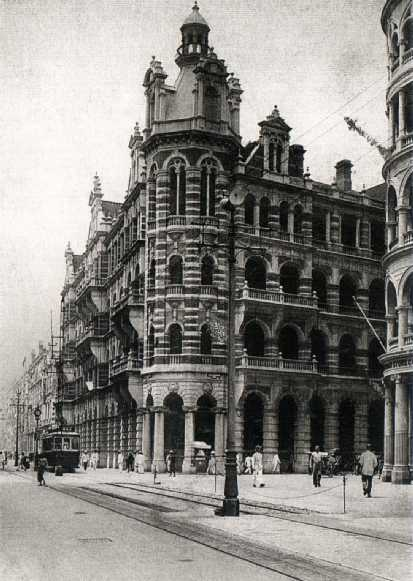
Главпочтамт Гонконга в 1911 году

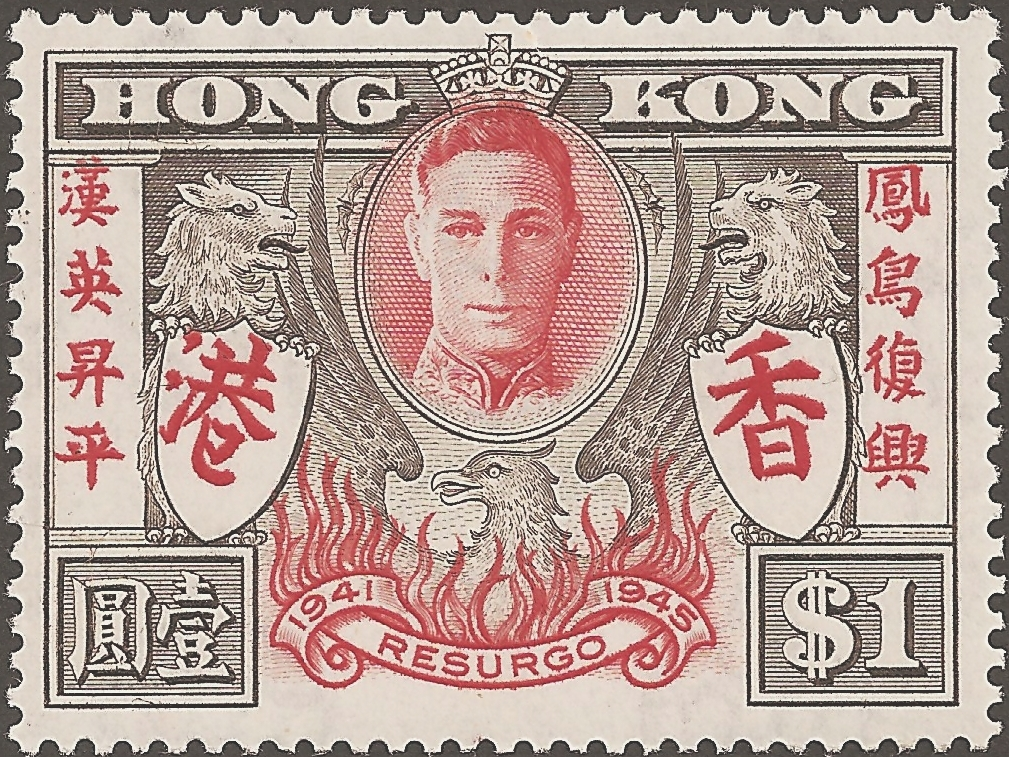
Марка Гонконга

Hongkong Post (香港郵政, Почта Гонконга) — департамент правительства Гонконга, отвечающий за почтовые услуги, хотя действует в качестве торгового фонда. Штаб-квартира Hongkong Post расположена в округе Сентрал.

## История
Почтовый департамент Гонконга был основан 28 августа 1841 года, то есть ещё до официальной аннексии Гонконга британцами. Первое почтовое отделение, располагавшееся возле нынешнего собора Сент-Джон, было открыто в ноябре 1841 года. Вначале Гонконгская почта находилась в подчинении Royal Mail (Королевской почты Британии), но в 1860 году была передана под начало Главного почтмейстера Гонконга. В декабре 1862 года появились первые почтовые марки Гонконга. Начиная с августа 1995 года Гонконгская почта действует как торговый фонд. С 1997 года Hongkong Post действует как отдельное подразделение Почты Китая (China Post).
До 1997 года почтовые ящики Гонконга были окрашены в красный цвет, как в Великобритании, и украшены британским королевским гербом. После возвращения Гонконга в состав Китая ящики перекрасили в зелёный и снабдили их новым логотипом Hongkong Post.

## Структура и услуги
Существует 34 почтовых отделения на острове Гонконг, 42 — в Коулуне, 45 — на Новых Территориях и 11 — на отдельных островах, а также два мобильных отделения, обслуживающих удаленные районы Новых Территорий.
Кроме традиционных почтовых услуг, Hongkong Post занимается приёмом платежей у населения, денежными переводами, логистикой, розничной торговлей и выпуском марок.